# Януки
Януки (бел. Янукі́) — деревня в Докшицком районе Витебской области. Входит в состав Волколатского сельсовета.
До 20 мая 1960 года деревня входила в состав Струцкого сельсовета.

## История
В 1949 году януковцев присоединили к коллективизации. Деревня пришла в упадок.

## Население
- в начале XX века — около 20 дворов, 135 жителей
- 1921 — 26 дворов, 136 жителей[2]
- 1931 — 29 дворов, 131 житель[3]
- 1999 — 9 жителей
- 2004 — 6 жителей
- 2007 — 5 жителей
- 2010 — 4 жителя

## Известные выходцы
Здесь берёт начало род Януковичей. В деревне родился дедушка четвёртого президента Украины Виктора Януковича Владимир, который во время Первой мировой отправился на заработки на Донбасс. Виктор Янукович дважды посещал свою историческую родину: в 2003, когда был премьер-министром Украины, и в 2006.